# Banc de West Hinder
Le banc de West Hinder (le nom s’écrit aussi en un seul mot, « Westhinder ») est un haut-fond de la mer du Nord, situé au large de la Belgique, à 15 km de Nieuport et 32 km d’Ostende. Ce banc de sable, et son voisin le banc de Wandelaar, s’étendent tout au long de la principale route navigable qui longe la côte belge et constituent un danger pour la navigation.

## Bateaux-phares West Hinder
Il y a eu de manière continue, de 1864 à 1994, un bateau-phare pour signaler le banc. Les bateaux-phares étaient les balises qui devaient aider les navires à naviguer en toute sécurité vers le port. Non seulement ils étaient baptisés du nom du banc, mais celui-ci était inscrit en lettres énormes sur leur coque.
Le premier bateau-phare West-Hinder a été mis en service le 15 mars 1864,. Le West-Hinder a coulé le 14 décembre 1912, éperonné par un dragueur. Tous les membres de l’équipage (neuf personnes) ont été perdus dans la catastrophe. Son épave repose debout sur le fond marin et a le statut d’épave protégée.
Il a été remplacé par un nouveau West-Hinder en 1920. Lors de l’invasion allemande de mai 1940, ce bateau a été évacué avec toute la flotte belge vers Cherbourg, en France, puis sabordé dans ce port pour qu’il ne tombe pas aux mains des Allemands.
Après la Seconde Guerre mondiale, un troisième et dernier bateau-phare West-Hinder est construit en 1950 et mis en service sur le banc.
Depuis le 17 novembre 1993, le banc est désormais signalé par une bouée lumineuse automatique. Il était alors le dernier danger en mer du Nord encore signalé par un bateau-phare avec équipage.

## Autres usages du nom
Le nom de Westhinder a aussi été donné à une frégate (numéro de coque : F913) de classe Wielingen de la Marine belge.
Le banc de West Hinder a donné son nom à un des dispositifs de séparation du trafic en mer du Nord au large de la côte belge.